# 丘脑下核
丘脑下核、腦丘底核（英語：subthalamic nucleus，缩写为STN）位在基底核的下側，鄰近於黑質，位於中腦和間腦的交界處。是一種小透鏡狀結構，功能上與基底神經節有關。丘腦底核含有谷氨酰胺能神經元，投射到內部蒼白球。
約90%的帕金森氏症患者在診斷後 5-10 年內會出現嚴重的運動波動和或運動障礙。在這些患者中，丘腦底核 (STN) 的深部腦刺激 (DBS) 已被證明是一種有效的治療方法。
芬蘭赫爾辛基大學研究者發表，假設長期刺激腦丘底核會增強皮層聽覺處理，他們預計腦丘底核刺激會改變半球之間的平行皮質聽覺處理，這與單側傳導性聽力損失患者在中耳手術後表現出改良的 AEF 的結果一致。特別是對側和同側聽覺反應之間的潛伏期差異，即大腦半球間的不同步顯示重組以及聽力的改善。
此外，由於 AEF 幅度顯示出很大的個體間可變性，並且即使在應用運動補償的情況下，它們在長期隨訪中對頭部運動也很敏感，故研究者們將深部腦刺激患者的分析集中在大腦半球間潛伏期差異上。
我們的研究結果表明，腦丘底核刺激改變了大腦半球之間的平行皮質聽覺處理，與單側傳導性聽力損失患者的早期結果一致。